# Даміан Ворнер
Даміан Ворнер (англ. Damian Warner; нар. 4 листопада 1989) — канадський легкоатлет, який спеціалузіється на багатоборстві, чемпіон та бронзовий призер Олімпійських ігор, призер світових першостей.

## Виступи на основних міжнародних змаганнях
| Рік  | Змагання                                                                | Місто          | Місце | Дисципліна    | Примітки |
| ---- | ----------------------------------------------------------------------- | -------------- | ----- | ------------- | -------- |
| 2011 | Чемпіонат Північної та Центральної Америки та країн Карибського басейну | Кінгстон       | 2     | десятиборство |          |
| 2011 | Чемпіонат світу                                                         | Тегу           | 18    | десятиборство |          |
| 2012 | Олімпійські ігри                                                        | Лондон         | 5     | десятиборство |          |
| 2013 | Чемпіонат світу                                                         | Москва         | 3     | десятиборство |          |
| 2014 | Чемпіонат світу в приміщенні                                            | Сопот          | 7     | семиборство   |          |
| 2014 | Ігри Співдружності                                                      | Глазго         | 1     | десятиборство |          |
| 2015 | Панамериканські ігри                                                    | Торонто        | 1     | десятиборство |          |
| 2015 | Чемпіонат світу                                                         | Пекін          | 3     | десятиборство |          |
| 2016 | Олімпійські ігри                                                        | Ріо-де-Жанейро | 3     | десятиборство |          |
| 2017 | Чемпіонат світу                                                         | Лондон         | 5     | десятиборство |          |
| 2018 | Чемпіонат світу в приміщенні                                            | Бірмінгем      | 2     | семиборство   |          |
| 2018 | Ігри Співдружності                                                      | Голд-Кост      | DNF   | десятиборство |          |
| 2019 | Панамериканські ігри                                                    | Ліма           | 1     | десятиборство |          |
| 2019 | Чемпіонат світу                                                         | Доха           | 3     | десятиборство | [ 3 ]    |
| 2020 | Олімпійські ігри                                                        | Токіо          | 1     | десятиборство |          |